# Седлиська (Щиценський повіт)
Седлиська (пол. Siedliska, нім. Freithen) — село в Польщі, у гміні Пасим Щиценського повіту Вармінсько-Мазурського воєводства.
Населення — 130 осіб (2011).

## Демографія
Демографічна структура станом на 31 березня 2011 року:
|          | Загалом | Допрацездатний вік | Працездатний вік | Постпрацездатний вік |
| -------- | ------- | ------------------ | ---------------- | -------------------- |
| Чоловіки | 69      | 8                  | 58               | 3                    |
| Жінки    | 61      | 15                 | 34               | 12                   |
| Разом    | 130     | 23                 | 92               | 15                   |